# Aire urbaine d'Yvetot
L'aire urbaine d'Yvetot est une aire urbaine française centrée sur la ville d'Yvetot.

## Caractéristiques
D'après la définition qu'en donne l'INSEE, l'aire urbaine d'Yvetot est composée de 5 communes, situées dans la Seine-Maritime. Ses 15 011 habitants font d'elle la 310e aire urbaine de France.
5 communes de l'aire urbaine sont des pôles urbains.
Le tableau suivant détaille la répartition de l'aire urbaine sur le département (les pourcentages s'entendent en proportion du département) :
| Département    | Communes | Communes (%) | Superficie (km²) | Superficie (%) | Population (1999) | Population (%) |
| -------------- | -------- | ------------ | ---------------- | -------------- | ----------------- | -------------- |
| Seine-Maritime | 5        | 0,7          | 33,80            | 0,5            | 15 011            | 1,2            |

## Communes
Voici la liste des communes françaises de l'aire urbaine d'Yvetot.
| Code INSEE | Commune                   | Type        | Département    | Superficie (km²) | Population (1999) | Densité (hab./km²) |
| ---------- | ------------------------- | ----------- | -------------- | ---------------- | ----------------- | ------------------ |
| 76043      | Auzebosc                  | Pôle urbain | Seine-Maritime | +0004,76         | +00 000963,       | +00202,31          |
| 76568      | Saint-Clair-sur-les-Monts | Pôle urbain | Seine-Maritime | +0004,07         | +00 000560,       | +00137,59          |
| 76610      | Sainte-Marie-des-Champs   | Pôle urbain | Seine-Maritime | +0004,11         | +0 0001 554,      | +00378,1           |
| 76718      | Valliquerville            | Pôle urbain | Seine-Maritime | +0013,39         | +0 0001 164,      | +00086,93          |
| 76758      | Yvetot                    | Pôle urbain | Seine-Maritime | +0007,47         | +00010 770,       | +01 441,77         |
|            | Total                     |             |                | +0033,8          | +00015 011,       | +00444,11          |